# Cawjeekelia pyongana
Cawjeekelia pyongana är en mångfotingart som beskrevs av Mikhaljova och Kim 1993. Cawjeekelia pyongana ingår i släktet Cawjeekelia och familjen orangeridubbelfotingar. Inga underarter finns listade i Catalogue of Life.